# Magie de salon
La magie de salon est un intermédiaire entre le close up et la magie de scène.
Elle ne nécessite pas de gros accessoires et se place généralement en fin de repas. D'une durée de 30 à 45 minutes, les spectacles sont habituellement participatifs et favorisent la participation des spectateurs.
Les accessoires utilisés peuvent être les anneaux chinois, les cordes, les foulards, les balles... sans oublier les cartes à jouer qui nécessitent alors une présentation adaptée.
Ce type de spectacle est comparable à la magie de cabaret. Cette dernière est cependant plus adaptée à une magie comique privilégiant les jeux de mots et interpellation des spectateurs.